# مردوخ بلاصو إقبي
مردوخ بلاصو إقبي هو ملك بابلي كلداني تولى حكم مملكة بابل من سنة 819-813 ق م بعد وفاة والده مردوخ زكير شومي الأول، هو أخر ملك من سلالة نبو شوما أوكين الأول، عاصر حكم ملك آشور شمشي أدد الخامس وألذي يمكن أن يكون شقيقه وألذي تزوج شقيقته سميراميس، إنتهى حكمه بعد أن قام الملك الآشوري شمشي أدد الخامس بخلعه من الحكم بعد أن شن حملة ضد بلاد بابل واستمر بعدها شمشي أدد بمحاربة الكلدان وتمكن من خلالها بابا أخا إيدينا من سيطرة على حكم بابل لفترة قصيرة في سنة 812 ق م.